# Kalembice
Kalembice (deutsch Kalembitz) ist ein Stadtteil von Cieszyn im Powiat Cieszyński der Woiwodschaft Schlesien in Polen.

## Geographie
Kalembice liegt im Schlesischen Vorgebirge (Pogórze Śląskie), etwa 3 Kilometer nördlich des Stadtzentrums.
Die Nachbarorte sind Hażlach (Parchów) im Norden, Zamarski im Nordosten sowie die Stadtteile Pastwiska im Süden, Boguszowice im Südwesten und Marklowice im Nordwesten.
Das Dorf hat eine Fläche von etwa 187 Hektar.

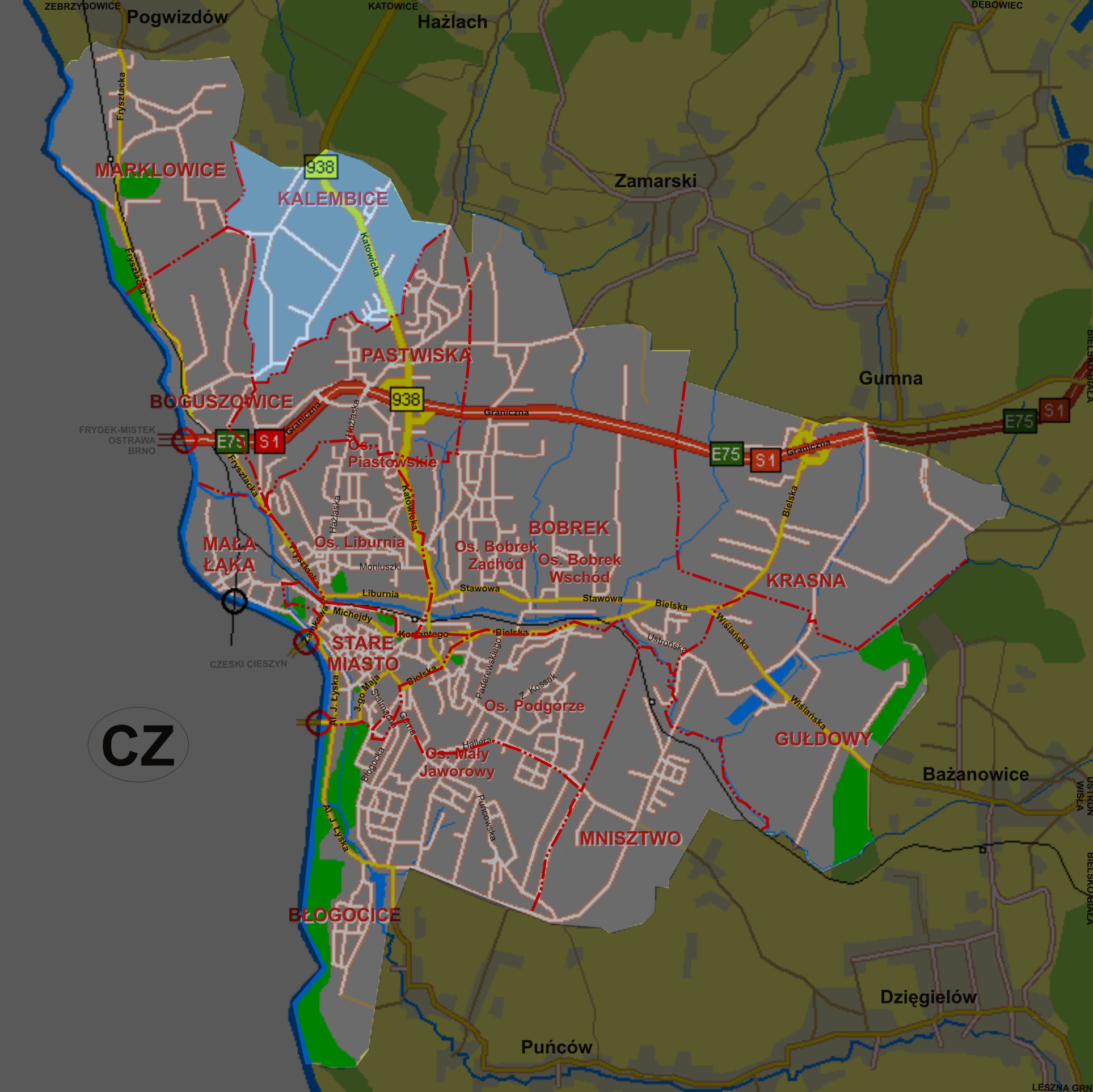
Lage von Kalembice in Cieszyn

## Geschichte
Der Ort liegt im Olsagebiet (auch Teschner Schlesien, polnisch Śląsk Cieszyński).
Der Ort wurde um 1305 im Liber fundationis episcopatus Vratislaviensis (Zehntregister des Bistums Breslau) erstmals urkundlich als „Item in Chalambyci sex mansi“ erwähnt. Der Name ist patronymisch abgeleitet vom Vornamen Kalemba (in Teschener Mundarten auch der Schimpfname für dicke, faule, alte Jungfer) mit dem typischen patronymischen Wortende -(ow)ice.
Politisch gehörte das Dorf ursprünglich zum Herzogtum Teschen, dies bestand ab 1290 in der Zeit des polnischen Partikularismus. Seit 1327 bestand die Lehensherrschaft des Königreichs Böhmen und seit 1526 gehörte es zur Habsburgermonarchie.
In den Jahren 1766–1789 gehörte das Dorf zu Jan Rudolf Cselest. Im Jahr 1792 verkaufte Marie Gräfin Larisch das Dorf für 16.500 Floren an die Teschener Kammer.
Nach der Aufhebung der Patrimonialherrschaften wurde es ab 1850 ein Ortsteil der Gemeinde Pastwiska in Österreichisch-Schlesien, Bezirk Teschen und Gerichtsbezirk Teschen. Im Jahr 1900 hatte Kalembice 36 Häuser mit 265 Einwohnern, davon 259 (97,7 %) polnischsprachige, 149 (56,2 %) römisch-katholisch, 116 (43,8 %) evangelisch. 1910 gab es 40 Häuser mit 329 Einwohnern, davon alle polnischsprachig, 251 (76,3 %) römisch-katholisch, 78 (23,7 %) evangelisch.
1920, nach dem Zusammenbruch der k.u.k. Monarchie und dem Ende des Polnisch-Tschechoslowakischen Grenzkriegs, kam Kalembice zu Polen. Unterbrochen wurde dies nur durch die Besetzung Polens durch die Wehrmacht im Zweiten Weltkrieg.
Kalembice wurde 1973 als Stadtteil Cieszyns eingemeindet.

## Sehenswürdigkeiten
- Sühnekreuz (17. Jahrhundert)

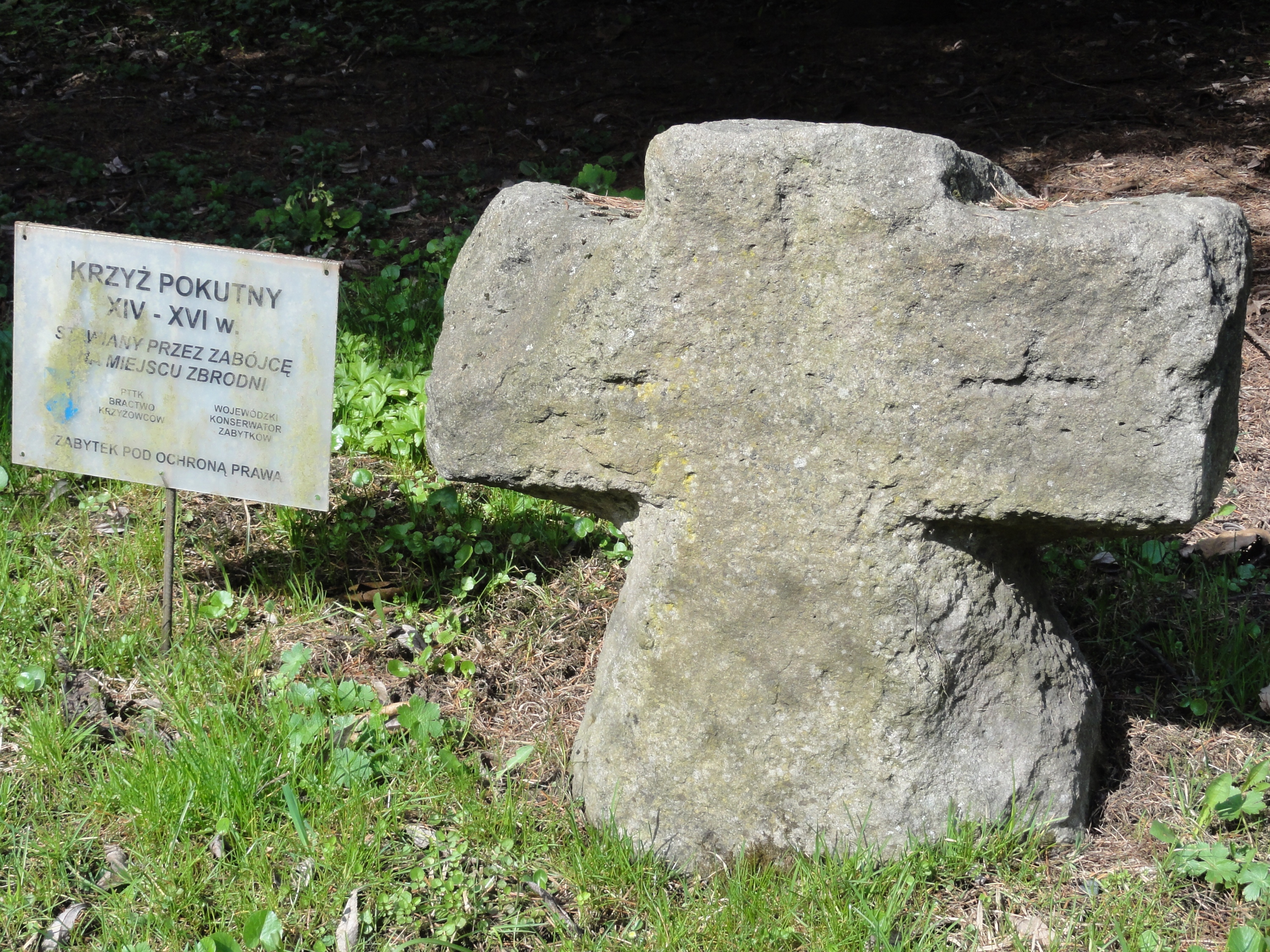
Sühnekreuz
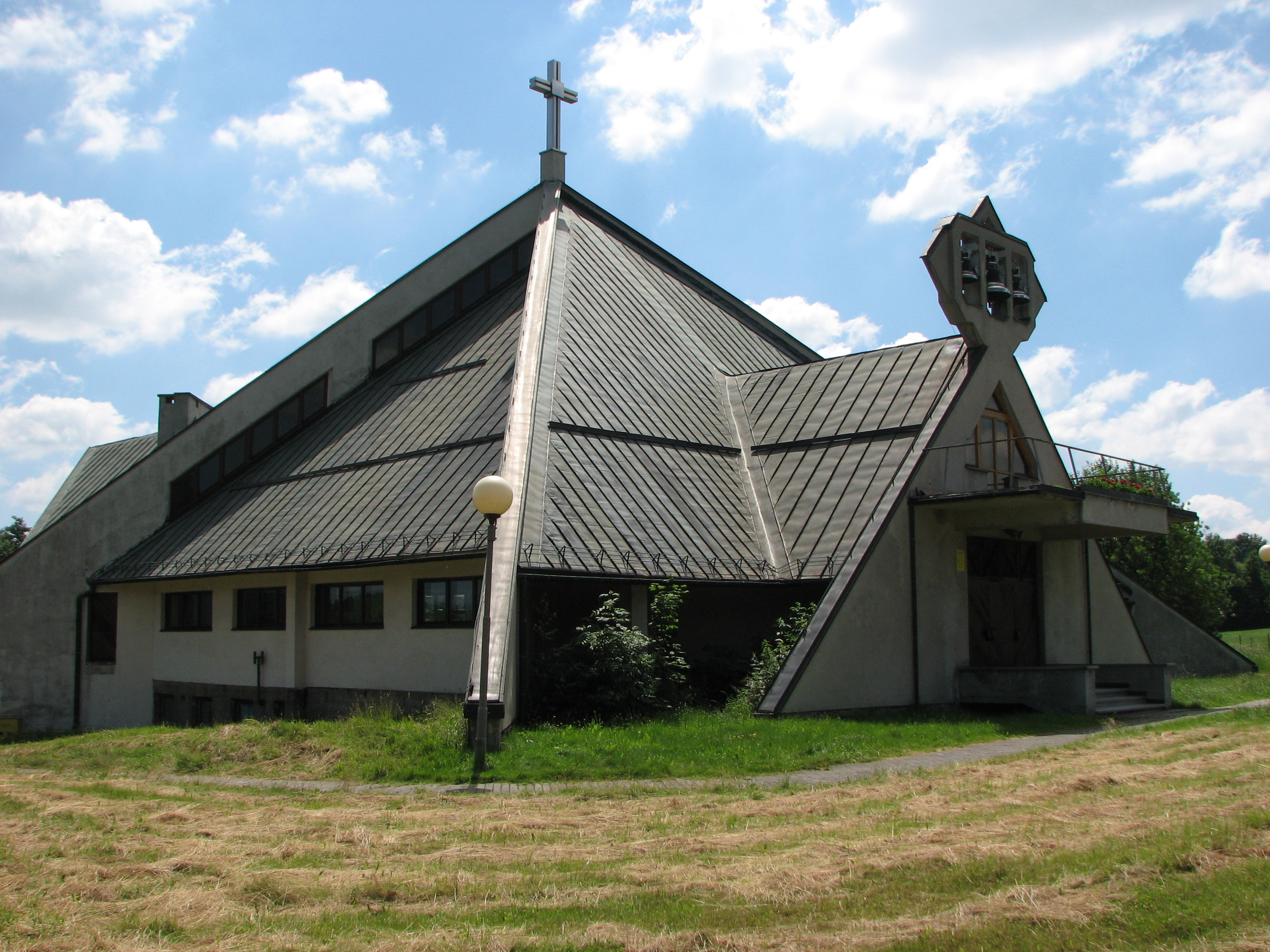
Kirche

## Verkehr
Durch Kalembice verläuft die Woiwodschaftsstraße DW 938, die Cieszyn mit Pawłowice (DW 81) verbindet.